# Тартуский пивоваренный завод A. Le Coq
«Тартуский пивоваренный завод A. Le Coq» (эст. A. Le Coq Tartu Õlletehas) — производитель алкогольных и прохладительных напитков в Эстонии. Расположен в городе Тарту.

## История

### В Российской империи
Первый пивоваренный завод в Тарту, производивший качественное выдержанное пиво, основал в 1826 году Рейнхольд Шрамм. Начав производство на небольшом арендованном пивоваренном заводе, построенном в 1823 году, он заложил новый завод на улице Рюйтли; его строительство велось с 1827 по 1832 год. После смерти Р. Шрамма дело продолжил его сын Антон Юстус Шрамм. В 1860 году предприятие расширилось, в 1874 году на заводе установили оборудование, работавшее на паровой силе. 
В 1879 году на горке Тяхтвере был построен большой пивной паб, сегодняшний «Пыхьякелдер».
В 1884 году владельцем завода стал Юлиус Мориц Фридрих, который перевёл производство в Тяхтвере. Производственные помещения, сохранившиеся до наших дней, были готовы в 1898 году. В этом же году Ю. М. Фридрих основал акционерное общество «Actien-Gesellschaft der Bier- und Meth-Brauerei und Destillatur „Tivoli“». У завода были свои суда на Чудском озере и озере Выртсъярв; пиво поставлялось по железной дороге в Петербург, Псков, Выру, Валга и Вильянди. На промышленных выставках в 1903 и 1910 годах продукция «Tivoli» получила золотые медали. 
В 1913 году «Tivoli» выкупила фирма «A.Le Coq & Co».
Компания «A. Le Coq & Co» была основана в Лондоне в 1807-м году бельгийцем Альбертом Ле Ког’ом. Фирма занималась разливом и сбытом в России продукции местного пивзавода. Самым популярным был «Российский императорский портер», тёмный крепкий сорт пива, созданный специально на экспорт. За время морской транспортировки он приобретал особый вкусовой оттенок. Во времена Русско-японской войны фирма «A.Le Coq & Co» делала серьёзные пожертвования: снабжала портером военные госпитали. За это она была удостоена чести стать поставщиком императорского двора. У столь ходового товара в России сразу же появились подделки. На подложных бутылках использовалась марка компании «A.Le Coq & Co». Чтобы бороться с нечестной конкуренцией, владельцы фирмы решили переместить производство портера в Россию.
Подходящий пивной завод был найден в Тарту. Стареющий Юлиус Фридрих пожелал избавиться от крупного предприятия; пивной завод «Tivoli» был продан и 22 апреля 1913 года его переименовали в «A.Le Coq & Co». Директором Тартуского пивзавода стал Херберт Оскар Силлем, продвигавший фирменное пиво «Imperial Extra Double Stout». Это пиво поставляли в 0,38-литровых портерных бутылках в Петербург, Москву, Варшаву, Одессу, Баку, Минск и во многие другие города Российской империи от Польши до Сибири и Кавказа, и во все прибалтийские регионы.
Во время Первой мировой войны производство приостановили, завод был неоднократно разграблен. Сохранились только сами здания, оборудование было растащено, вывезено из страны и распродано.

### В Первой Эстонской Республике
Первое послевоенное собрание акционеров состоялось 5 июня 1920 года в Тарту; на нем было решено возобновить производство. Перезапуск завода прошёл успешно, и уже через год производство стало приносить прибыль, хотя все деньги пока что уходили на приведение производства в порядок. Уже в начале июня 1923 года на промышленной выставке в Таллине отдел сельского хозяйства A. Le Coq получил большую премию за хорошее качество продукции.
Модернизация производства шагнула так далеко, что уже в 1936 году почти все силовые системы были электрифицированы. В это же время было расширено производство прохладительных напитков, а в 1937 году часть производства напитков была переведена в Таллин на улицу Суур-Патарей.

### В Советской Эстонии
После присоединения Прибалтики к СССР и установления советской власти завод был национализирован и переименован в Тартуский пивзавод (эст. Tartu Õlletehas). Прежние владельцы уехали в Англию. В период немецкой оккупации завод продолжал работать, и в 1940 году был на первом месте по объёмам производства среди других пивзаводов Эстонии.
Второй раз война вошла в город Тарту в 1944 году. Продукцию стали продавать красноармейцам. В это время в Тарту осталось только 7000 человек, на заводе не хватало людей, но к концу года на нем было уже 100 рабочих, и 16 октября 1944 года производство пива возобновилось. В послевоенные годы производственных мощностей уже не хватало, поэтому приходилось находить необходимое оборудование у других эстонских предприятий (винных).
В 1950-х годах из СССР на завод были направлены специалисты, производственные мощности и качество продукции резко возросли. В 1957 году по объёмам производства Тартуский пивзавод обогнал пивоваренный завод «Саку». Граница в 10 миллионов литров в год была преодолена в 1958 году.
В 1960 — 1970-х годах Тартуский пивзавод вышел на всесоюзный рынок. В 1960 году завод признали ведущим в производстве пива и прохладительных напитков в ЭССР. Это обязывало его помогать другим предприятиям при обновлении технических и технологических процессов. В 1962 году был оборудован новый пивоваренный цех, который на тот момент стал самым эффективным во всём Советском Союзе.
В 1973 году пивзавод был переименован в Тартуский экспериментальный пивоваренный завод и в это же время, впервые в СССР, пиво стали варить в цилиндрических баках.
В 1980-х годах продолжалось развитие завода, происходила модернизация производства минеральной воды и пива.

### В независимой Эстонии

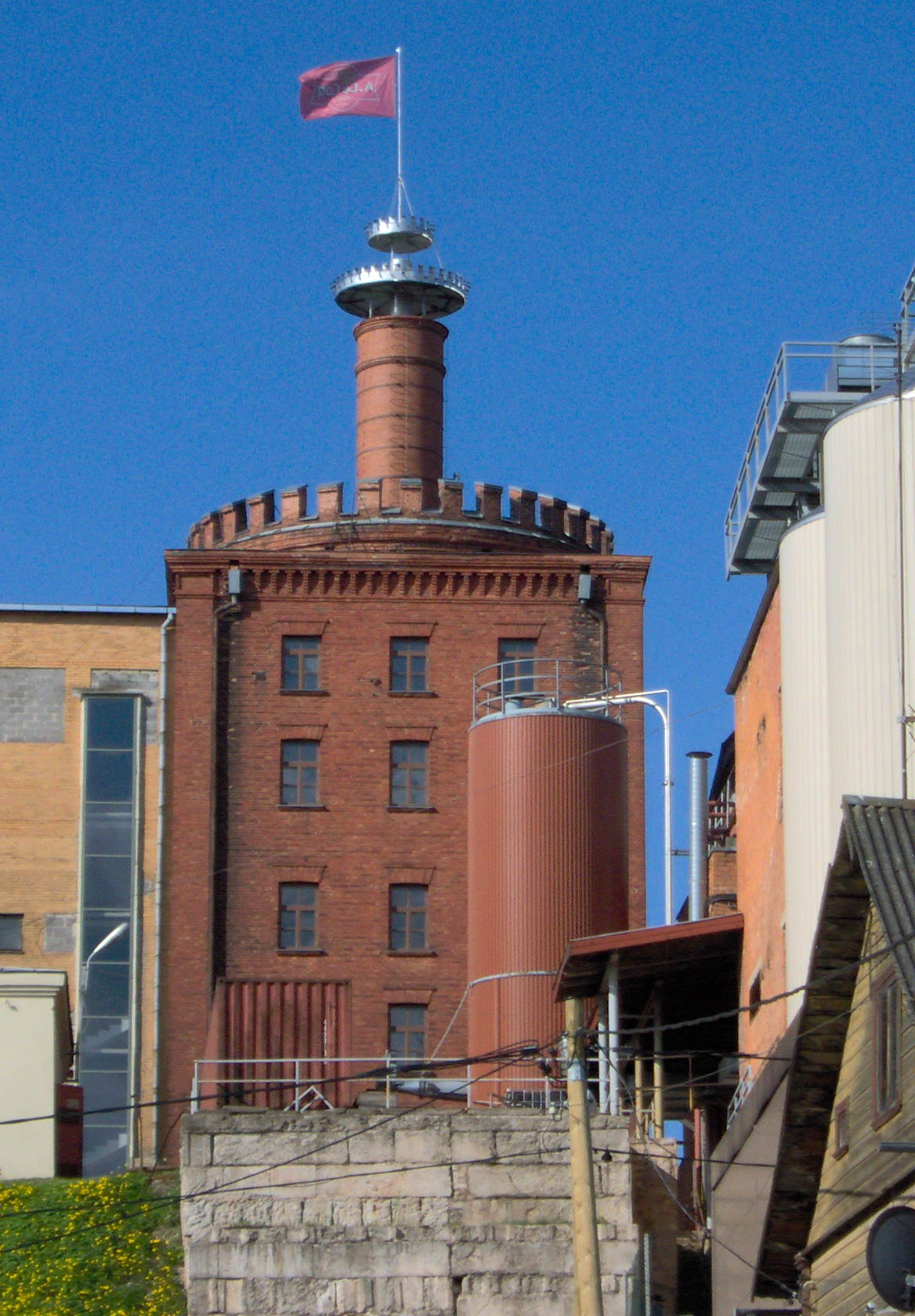
Завод A. Le Coq в Тарту

В связи с изменением политической ситуации в стране появилась надежда найти зарубежного партнёра, с которым можно было бы создать единое предприятие. Завод несколько лет находился в списке приватизационных предприятий, производство не развивалось, потому что финансовые учреждения не давали кредит. В 1995 году завод в третий раз приватизировали, владельцем стала фирма Magnum Consumer. Были обновлены машины по производству пива, а также линии, позволяющие разливать напитки в пластиковую тару. Magnum Consumer также приобрёл Сааремааский пивзавод.
В 1997 году владельцем завода стала финская пивоваренная компания Olvi OYJ. Нового владельца интересовал весь рынок Прибалтики, и в 1998 году была создана холдинг-компания AS A. Le Coq, которая получила не только эстонский Тартуский завод, но и латышский пивзавод Cēsu Alus, и литовский Ragutis AB. Новые владельцы сразу принялись модернизировать производство. В 1998–1999 годах в него было инвестировано 270 миллионов крон с целью поднять долю завода на рынке пива Эстонии с 13 % до 30 %. В 1999 году была выпущена новая, но в то же время историческая серия A. Le Coq: Премиум, Пильзнер и Портер. Доля в 30 % была достигнута через два года.
В 2003 году A. Le Coq приобрёл другое предприятие — производителя соков и безалкогольных напитков Ösel Foods, что увеличило производственную и экономическую мощность предприятия. Тартуский пивзавод по праву считался лучшим предприятием Тарту, и неоднократно признавался лучшим эстонским предприятием пищевой отрасли. К уже существующим сокам и нектарам «Aura» добавились сокосодержащие напитки, чай, витаминизированные ACE-напитки, а также вода Aura Spring, Aura Plus и вода для худеющих. Сейчас продукты под торговым знаком Aura успешно продаются по всей Прибалтике.
В 2004 году Тартуский пивзавод был переименован в Тартуский пивоваренный завод A. Le Coq. 
В 2007 году он и Ösel Foods по взаимной договорённости объединились в единое предприятие под именем A. Le Coq. Вместе с этим сменилось и название холдинг-предприятия на A. Le Coq Group.
Оборот предприятия в 2018 году составил 70 377 000 евро.
Численность работников по состоянию на 30 июня 2019 года составила 375 человек.
В настоящее время A. Le Coq является одним из лидеров на рынке напитков Эстонии. Его самыми важными брендами являются A. Le Coq, Fizz, Aura и Limonaad.

## Спонсорство
A. Le Coq оказывает поддержку как большому, так и массовому спорту. A. Le Coq спонсирует два самых любимых в Эстонии вида спорта — футбол и баскетбол; также компания инициировала проект поддержки молодых спортсменов, подающих большие надежды.
A. Le Coq уже много лет является золотым спонсором Эстонского футбольного союза, занимаясь развитием представительского стадиона «A. Le Coq Arena» и оказывая поддержку нескольким молодёжным проектам Эстонского футбольного союза. Для развития и популяризации футбола среди молодёжи Эстонии A. Le Coq заключил долговременный спонсорский договор с Эстонским футбольным союзом. A. Le Coq совместно с UEFA оказывает поддержку строительству футбольных мини-полей по всей Эстонии. Благодаря финансовой помощи Футбольный союз планирует построить в течение ближайших лет 40 полей в уездных центрах, городах и школах Эстонии.
В 2006 году A. Le Coq заключил с Эстонским олимпийским комитетом долговременный спонсорский договор, согласно которому A. Le Coq ежегодно оказывает поддержку в размере 1 миллиона крон лучшему молодому спортсмену года.

## Экономические показатели
По состоянию на конец 2004 года:
- Пиво 34 % (II место на рынке Эстонии)
- Сидр 37 % (I место на рынке Эстонии)
- Джин (Long Drink) 58 % (I место на рынке Эстонии)
- Прохладительные напитки 36 % (II место на рынке Эстонии)
- Соки, нектары 29 % (I место на рынке Эстонии)
- Вода 28 % (I место на рынке Эстонии)

## Алкогольная продукция

### Пиво
- A. Le Coq Pilsner
- A. Le Coq Premium
- A. Le Coq Special
- A. Le Coq Special Red
- A. Le Coq Dry Ice
- A. Le Coq Porter
- A. Le Coq Jõuluporter (варится к рождественским праздникам)
- A. Le Coq Organic
- Alexander
- Double Bock
- Tõmmu Hiid
- Saaremaa X
- Pootsman
- Rosé
- Disel
- Turbo Disel
- Heineken Lager Beer
- Buckler
- Alexander Dunkel

### Long Drink
- Gin Long Drink Grapefruit
- Gin Blue Ice
- Gin Red Mixer
- Gin Energy
- Gin Safari
- Gin Mohhiito

### Сидры
- Fizz Blueberry
- Fizz Strawberry
- Fizz Sweet Pear
- Fizz Cherry
- Fizz Apple Dry

и т. д.